# Pârâul cel Mare
Pârâul cel Mare este un curs de apă, afluent al râului Mureș. 